# Stephen O’Halloran
Stephen O’Halloran (ur. 29 listopada 1987 w Cobh) – irlandzki piłkarz występujący na pozycji obrońcy.
Jest wychowankiem Aston Villi. Początkowo występował w kadrze juniorskiej, skąd 20 października 2006 został wypożyczony do Wycombe Wanderers. W Wycombe występował w IV lidze, gdzie zagrał 11 spotkań. Na początku lutego 2007 wrócił do macierzystego klubu, natomiast w styczniu 2008 został wypożyczony do Southampton. Następnie zaliczył epizody w Leeds United i Swansea City. Po sezonie 2008/2009 O’Halloran opuścił Aston Villę. 25 czerwca 2010 podpisał roczny kontrakt z Coventry City.
W reprezentacji Irlandii O’Halloran debiutował w 2007 roku i do tej pory zagrał w 2 meczach. Wcześniej występował w reprezentacjach młodzieżowych, począwszy od U-15 do U-21.